# Формула Россмо
Формула Россмо — это формула географического профилирования, позволяющая предсказать, где живёт серийный преступник. Формула была разработана и запатентована в 1996 году криминологом Кимом Россмо и интегрирована в специализированную программу для анализа преступлений под названием Rigel. Программа Rigel разработана компанией-разработчиком программного обеспечения Environmental Criminology Research Inc. (ECRI), соучредителем которой является Россмо.

## Формула
Пусть на карту наложена квадратная сетка с названиями секторов. Если эта карта представляет собой файл растрового изображения на компьютере, то эти секторы представляют собой пиксели. Сектор {\displaystyle S_{i,j}} — это квадрат в строке i и столбце j, расположенный в точке с координатами {\displaystyle (X_{i},Y_{j})}. Следующая функция задаёт вероятность {\displaystyle p_{i,j}} проживания серийного преступника в определённом секторе карты с координатами {\displaystyle (X_{i},Y_{j})}:{\displaystyle p_{i,j}=k\sum _{n=1}^{(\mathrm {\text{все преступления}} )}\left[\underbrace {\frac {\phi _{ij}}{(|X_{i}-x_{n}|+|Y_{j}-y_{n}|)^{f}}} _{\text{1-е слагаемое}}+\underbrace {\frac {(1-\phi _{ij})(B^{g-f})}{(2B-\mid X_{i}-x_{n}\mid -\mid Y_{j}-y_{n}\mid )^{g}}} _{\text{2-е слагаемое}}\right],}где: {\displaystyle \phi _{ij}={\begin{cases}1,&\mathrm {\quad {\text{если}}\;} (\mid X_{i}-x_{n}\mid +\mid Y_{j}-y_{n}\mid )>B\quad \\0,&\mathrm {\quad {\text{иначе}}} \end{cases}}}
Здесь суммирование происходит по прошлым преступлениям, расположенных в точках с координатами {\displaystyle (x_{n},y_{n})}. {\displaystyle \phi _{ij}} — характеристическая функция, которая возвращает 0, когда точка {\displaystyle (X_{i},Y_{j})} находится в буферной зоне (окрестности резиденции преступника, в окружности с радиусом B). {\displaystyle \phi _{ij}} позволяет выбирать вероятность {\displaystyle p_{i,j}} между двумя слагаемыми. Если преступление происходит в буферной зоне, то {\displaystyle \phi _{ij}=0} и, таким образом, первый член не влияет на общий результат. Когда {\displaystyle \phi _{ij}=1}, 1-й член используется для вычисления {\displaystyle p_{i,j}}.
{\displaystyle \mid X_{i}-x_{n}\mid +\mid Y_{j}-y_{n}\mid } задаёт манхэттенское расстояние между точками {\displaystyle (X_{i},Y_{j})} и n-ым местом преступления {\displaystyle (x_{n},y_{n})}.

## Объяснение
Сумма в формуле состоит из двух членов. Первое слагаемое описывает вклад уменьшения вероятности с увеличением расстояния. Второе слагаемое отвечает за вклад буферной зоны. Переменная {\displaystyle \phi } используется, чтобы придать больший вес одному из двух слагаемых и соответствующий вклад. Переменная {\displaystyle B} описывает радиус буферной зоны. Постоянная {\displaystyle k} определяется эмпирически.
Основная идея формулы состоит в том, что вероятность совершения преступлений сначала увеличивается по мере продвижения через буферную зону от горячей зоны, но затем уменьшается. Переменную {\displaystyle f} можно выбрать так, чтобы она лучше всего работала с данными о прошлых преступлениях. Та же идея относится к переменной {\displaystyle g}.
Расстояние рассчитывается по формуле манхэттенского расстояния.

## Применения
Формула применялась не только к криминалистике, но и к другим областям. Благодаря идее буферной зоны формула хорошо подходит для исследований хищных животных, таких как белые акулы.
Эта формула и стоящая за ней математика использовались при раскрытии преступлений в пилотном эпизоде сериала Numb3rs и в 100-м эпизоде того же шоу под названием «Disturbed».